# Sonatina (Ravel)
La Sonatina para piano es una obra compuesta por Maurice Ravel entre 1903 y  1905. Está dedicada a Ida y Cipa Godebski; posteriormente dedicó su suite Ma Mère l'Oye a sus hijos. 
La Sonatina consta de tres movimientos:
- I. Modéré
- II. Mouvement de Menuet
- III. Animé

Escribió esta obra para un concurso auspiciado por una revista, cuando se encontraba desocupado. Fue la única obra participante. Sin embargo, la obra no debe ser subestimada. Su título, «Sonatina», no refleja necesariamente su nivel de dificultad, sino que más bien es un singular tributo al estilo clásico (se trata de una obra neoclásica).